# Bundespolizeisportschule Bad Endorf
Die Bundespolizeisportschule Bad Endorf ist die Sportfördereinrichtung der deutschen Bundespolizei für Wintersportarten mit Sitz in Bad Endorf im Chiemgau.
Sie verfolgt das Ziel, junge Sportler in der Ausübung des Leistungssports zu fördern und ihnen gleichzeitig eine berufliche Perspektive zu bieten. Darüber hinaus soll ein Beitrag zum erfolgreichen Abschneiden deutscher Nationalmannschaften im internationalen Wettkampf geleistet werden. Das Pendant für die Sommersportarten bildet die Bundespolizeisportschule Kienbaum.

## Geschichte
1958 erhielt der Oberleutnant im Bundesgrenzschutz, Hanno Bernhard den Auftrag, eine alpine Skimannschaft für die Teilnahme an deutschen Skimeisterschaften im Skilauf aufzustellen. Gleichzeitig wurde auch eine nordische Mannschaft zusammengestellt.
Die Sportler kamen in den Anfängen jeweils in den Wintermonaten im BGS-Standort Deggendorf zusammen und absolvierten ihr Wintertraining im Arber-Gebiet.
Skilangläufer Walter Demel feierte als erstes Mitglied dieser Mannschaft mit vier Teilnahmen an Olympischen Winterspielen internationale Erfolge. 1968 erfolgte der Umzug der BGS-Sportmannschaft nach Bad Endorf. Acht Jahre später (1976), im Rahmen der ersten großen Strukturreform des damaligen BGS, rief Hanno Bernhard das erste offizielle Förderungskonzept ins Leben. Seine Intention sah neben der normalen Berufsausbildung und -ausübung auch eine zielgerichtete Sportförderung vor. Damit legte er den Grundstein zum so genannten Bad Endorfer Modell.
Die offizielle und ministerielle Anerkennung und Erhebung zur BGS-Sportschule Süd erfolgte am 1. Oktober 1978. 1980 wurde eine Sport- und Schwimmhalle errichtet.
Nachdem die Spitzenförderung Bundespolizeisportschule die ersten 30 Jahre nur Männern zugutekam, wurden 1989 erstmals Frauen im Rahmen des Bad Endorfer Modells eingestellt.
Das Angebot zur Sportförderung wurde kontinuierlich erweitert und um Sportarten ergänzt: 1991 kam Eisschnelllauf und 1996 Shorttrack innerhalb der Deutschen Eisschnelllauf-Gemeinschaft (DESG) zur Förderung hinzu. Bobsport und Rennrodeln innerhalb des Bob- und Schlittenverbandes für Deutschland wird seit 1998 angeboten. In diesem jahr wurde außerdem die Obergrenze der Mannschaftsstärke von 60 auf 75 Athleten angepasst. Dies machte den Neubau eines Unterkunftgebäudes mit Lehrsaal notwendig, der ab 1999 in Betrieb genommen wurde. 1999 kam es auch zu einer Erweiterung der Spitzensportförderung auf die Sportart Snowboard innerhalb des Deutschen Skiverbandes (seit 1. Januar 2003 Snowboard Germany).
2001 wurde das Hauptgebäude grundsaniert. Ein neues Krafttrainingscenter entstand 2003.
Nach einer Umbenennung in BGS-Sportschule Bad Endorf im Jahre 1993 folgte im Juli 2005 eine zweite in den heutigen Namen Bundespolizeisportschule Bad Endorf. Gleichzeitig wurde die Sportart Skeleton in den Trainingsbetrieb aufgenommen. 2008 wurden die Außenanlagen am Trainingscenter mit Kunstrasenplatz, Beachvolleyball, Spielfeld, 75 Meter-Laufbahn und Rundstrecke in Betrieb genommen.

## Sportarten

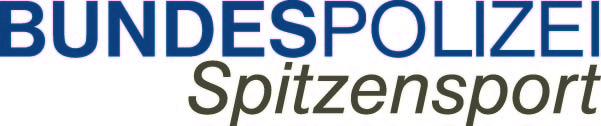

- Alpiner Rennlauf
- Freestyle Skicross
- Snowboard
- Biathlon
- Skilanglauf
- Nordische Kombination
- Skispringen
- Bob
- Skeleton
- Rennrodeln
- Eisschnelllauf
- Shorttrack

## Förderung
Bis zu 85 junge Sportler aus zwölf olympischen Wintersportarten werden seit 1978 an der Bundespolizeisportschule in Bad Endorf gefördert. Dabei erhalten sie während ihrer sportlichen Laufbahn eine Berufsausbildung für den mittleren Polizeivollzugsdienst in der Bundespolizei. Dazu gibt es eine Zusammenarbeit zwischen den Trainern der Bundespolizei-Sportschule und den Heim-, Stützpunkt,- Landes- sowie Bundestrainern der Spitzensportler.
Neben den allgemeinen Voraussetzungen für den Polizeivollzugsdienst müssen Bewerber einem Nationalmannschafts-Kader der Sportverbände angehören und in einer individuellen Prognose das Potenzial besitzen, Leistungen auf Weltniveau erzielen zu können.
Diese Art der Spitzensportförderung bezeichnete der damalige Bundesinnenminister des Innern, Thomas de Maizière, als „beste Imagepflege für unser Land“.

## Ausbildung
Die Ausbilder und Trainer sind in der überwiegenden Mehrheit Angehörige der Bundespolizei.
Seit 1978 haben mehr als 450 Athleten die duale Ausbildung an der Bundespolizeisportschule Bad Endorf durchlaufen.
Die Ausbildung wird in vier Blöcken mit jeweils vier zusammenhängenden Monaten pro Jahr von Ende März bis Ende Juli (Ausnahme ist der vierte und letzte Ausbildungsabschnitt mit sechs Monaten bis Anfang September) wie folgt durchgeführt:
- Grundausbildung 1. Abschnitt (GA I)
- Grundausbildung 2. Abschnitt (GA II)
- Fachtheoretische- und fachpraktische Ausbildung (FA)
- Laufbahnlehrgang (LmPVD)

Dies erfolgt in Abstimmung mit dem Trainings- und Wettkampfkalender.
Im Rahmen einer Festveranstaltung in Bad Endorf betonte DOSB-Präsident Alfons Hörmann: „Wir wissen und schätzen, was in Bad Endorf geleistet wird. Das ‚Bad Endorfer Modell‘ mit seinem Dualen System ist ein wichtiger Eckpfeiler im deutschen Spitzensport“.
Etwa 80 Prozent der Absolventen starten nach ihrer sportlichen Karriere eine Laufbahn bei der Bundespolizei.

## Trainingsmöglichkeiten
Den Athleten steht in der Nähe diverse Trainingsinfrastruktur zur Verfügung:
- Krafttrainingscenter
- Sporthalle
- Schwimmhalle
- 400 m Bahn
- Schießstand
- Kleinspielfeld mit Kunstrasen
- Beachvolleyballfeld
- Rundbahn für Eisschnelllauf-Sommertraining

Darüber hinaus bietet die Region Trainingsmöglichkeiten für Outdooraktivitäten. Dazu gehören Rennrad, Mountainbike, Bergtouren und Kajakfahren.

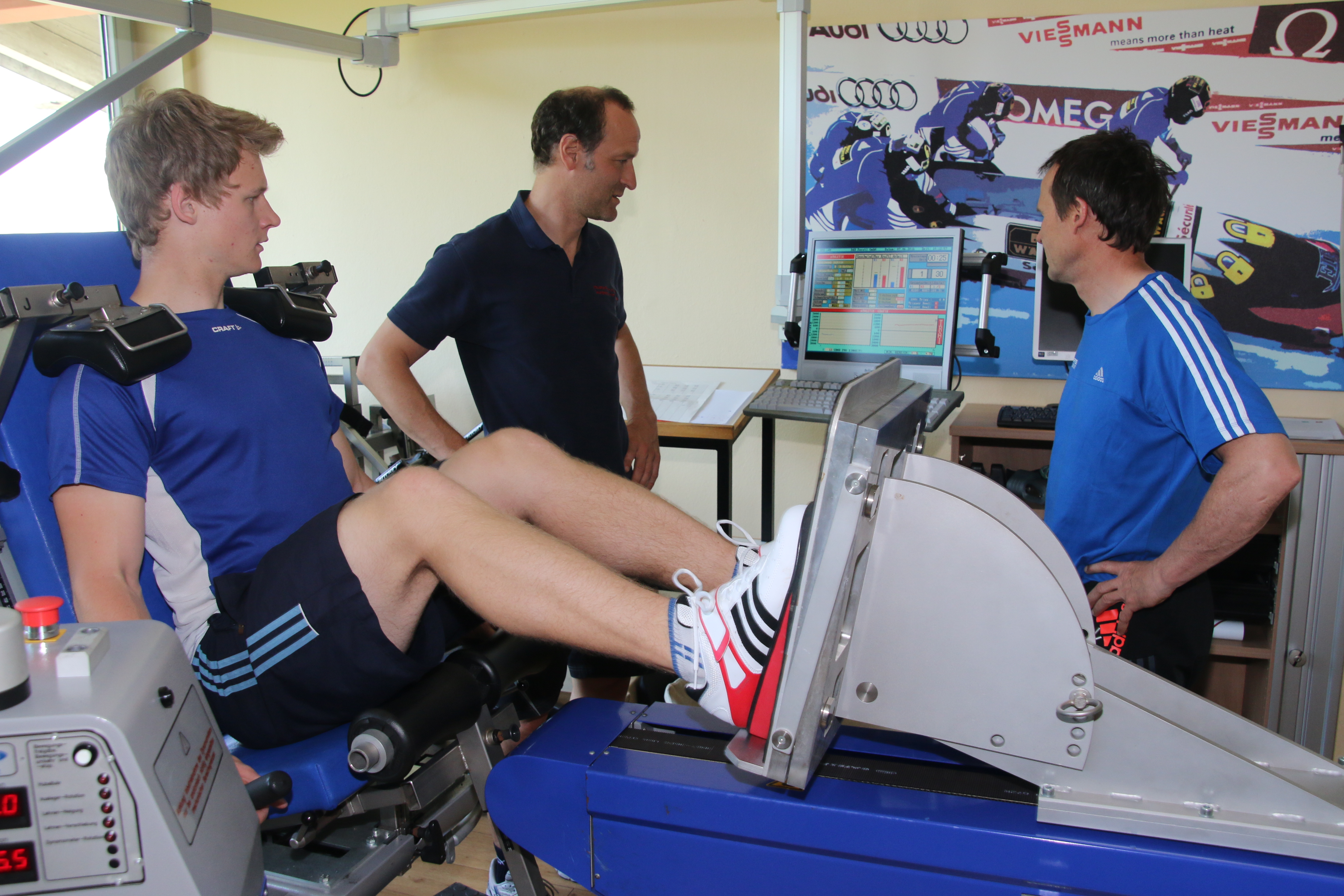
Leistungsdiagnostik zur Trainingssteuerung
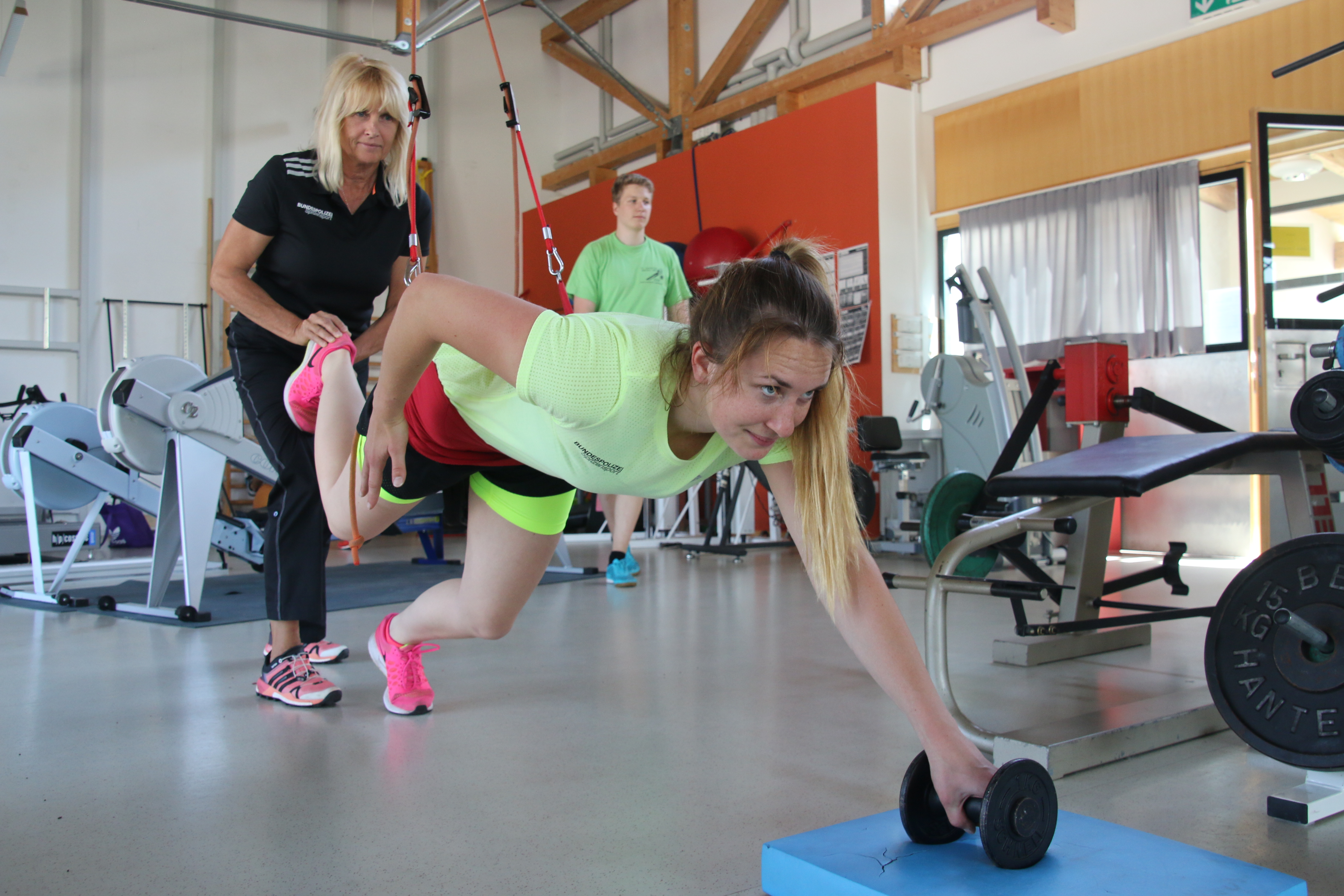
Athletiktraining
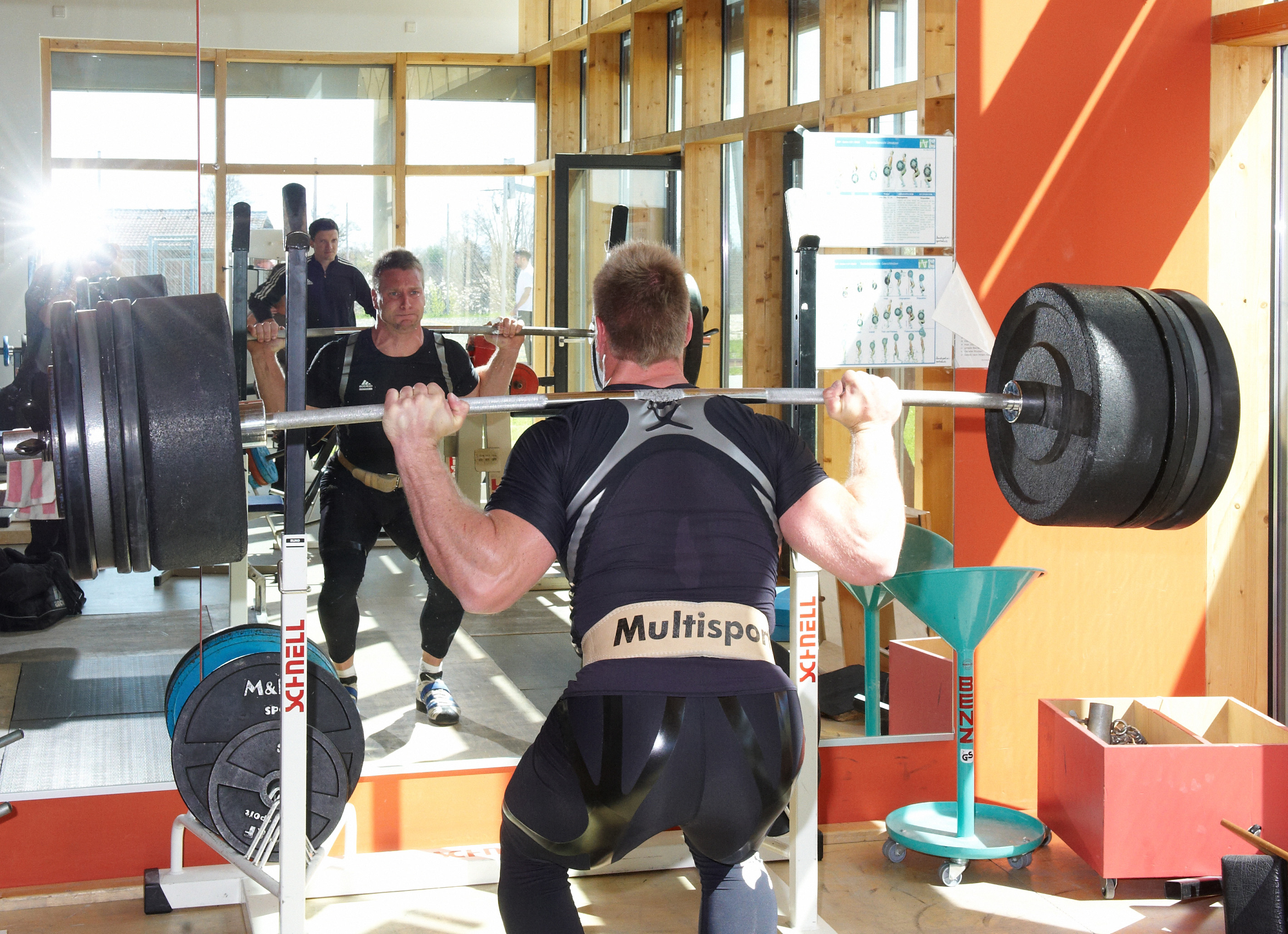
Hanteltraining Bob

## Erfolge

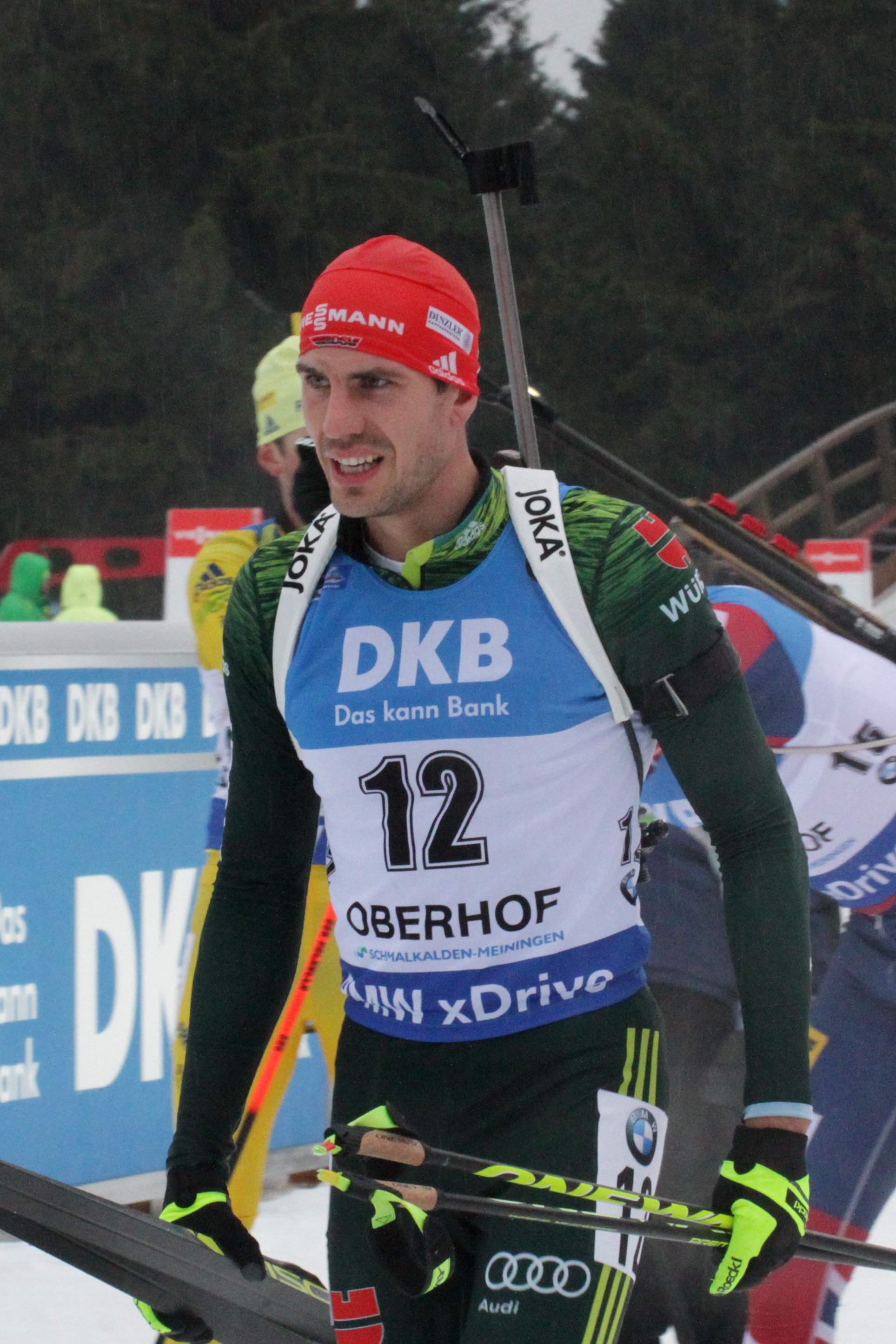
Arnd Peiffer

Bis einschließlich der Saison 2017/2018 konnten die Angehörigen der Sportschule insgesamt 747 Medaillen bei Großereignissen erringen, darunter:
- 65 bei Olympischen Winterspielen (29 × Gold)
- 266 bei Weltmeisterschaften (106 × Gold)
- 181 bei Europameisterschaften (70 × Gold)
- 209 bei JWM und U23WM

Medaillengewinner bei den Olympischen Winterspielen 2018 in Pyeongchang:
- Francesco Friedrich (Bob) 2 × Gold
- Natalie Geisenberger (Rennrodeln) 2 × Gold
- Tobias Arlt (Rennrodeln) 2 × Gold
- Arnd Peiffer (Biathlon) 1 × Gold; 1 × Bronze
- Johannes Ludwig (Rennrodeln) 1 × Gold; 1 × Bronze
- Nico Walther (Bob) 1 × Silber
- Jacqueline Lölling (Skeleton) 1 × Silber
- Sascha Benecken (Rennrodeln) 1 × Bronze

Medaillengewinner bei den Olympischen Winterspielen 2022 in Peking:
- Sascha Benecken (Rennrodeln/Doppelsitzer) 1 × Silber
- Hannah Neise (Skeleton) 1 × Gold

## Fortbildung
Neben der Förderung des Leistungssportes bietet die Sportschule auch polizeispezifische Lehrgänge an, wie zum Beispiel Einsatztrainingslehrgänge, Präventions- und Gesundheitssportlehrgänge. Der Fachbereich „Polizeitraining“ der Bundespolizeisportschule Bad Endorf ist Kooperationspartner für die fünf BFE-Bund-Einheiten und unterstützt die bundesweite Polizeitrainingsaus- und Fortbildung.
Seit 2014 führt der Fachbereich „Polizeitraining“ der Bundespolizeisportschule Bad Endorf die Bezeichnung „Spezialisierungsbereich PTR BFE-Bund“. An der Bundespolizeisportschule finden in regelmäßigen Abständen einwöchige Lehrgänge im Bereich des Gesundheits- und Präventionssports statt. Lehrgangsziel ist es, dem Teilnehmer den Wiedereinstieg in den Sport zu erleichtern.